# کالج دانشگاه ویکتوریا (میانمار)
کالج دانشگاه ویکتوریا (میانمار) یک کالج دانشگاهی خصوصی است. این دانشگاه اولین دانشگاه خصوصی میانمار است و شامل چهار پردیس است - سه تا در یانگون و یکی در ماندالی.

## تاریخچه
نای وین ناینگ، کالج دانشگاه ویکتوریا (میانمار) را در سال ۲۰۱۲ تأسیس کرد. این دانشگاه به عنوان یک کالج شروع به فعالیت کرد. در سال ۲۰۱۴ کالج دانشگاه ویکتوریا به مرکز آموزشی بین‌المللی دانشگاه ولورهمپتون تبدیل شد و مدرک لیسانس را ارائه کرد.

## دوره‌های آموزشی
از سال ۲۰۱۲، کالج دانشگاه ویکتوریا دوره‌های زیر را ارائه می‌دهد.
1. کسب و کار (مدیریت / بازاریابی / منابع انسانی)
2. محاسبات (نرم‌افزار/شبکه/ IT)
3. مهندسی (مهندسی عمران، مهندسی مکانیک، مهندسی برق و الکترونیک)